# Szturm Iwanków
FK Szturm Iwanków (ukr. ФК «Штурм» Іванків) – ukraiński klub piłkarski, mający siedzibę w mieście Iwanków, na północy kraju, grający w sezonie 2023/24 w rozgrywkach Pucharu Ukrainy.

## Historia
Chronologia nazw:
- 2017: FK Szturm Iwanków (ukr. ФК «Штурм» (Іванків))

Klub piłkarski FK Szturm został założony w Iwankowie w 2017 roku. Początkowo zespół występował w lokalnych rozgrywkach w formacie 8x8, potem uczestniczył w rozgrywkach 11-osobowych. W 2022 po wygraniu mistrzostw rejonu iwankowskiego zgłosił się do rozgrywek mistrzostw obwodu kijowskiego. W sezonie 2022/23 drużyna startowała w Amatorskiej lidze, zajmując trzecie miejsce. Również w sezonie 2022/23 dotarła do półfinału Amatorskiego Pucharu Ukrainy. W następnym W sezonie 2023/24 startował w rozgrywkach Pucharu Ukrainy.

## Barwy klubowe, strój, herb, hymn
|  |  |

Klub ma barwy czarno-błękitne. Piłkarze domowe spotkania zazwyczaj grają w białych koszulkach, niebieskich spodenkach oraz błękitnych getrach.

## Sukcesy

### Trofea międzynarodowe
Do chwili obecnej klub jeszcze nigdy nie zakwalifikował się do rozgrywek europejskich.

### Trofea krajowe
| \| \| Zdobyte trofea w rozgrywkach Ukrainy (stan na: 31-05-2023) \| |                                                            |      |          |
| Rozgrywki                                                           | Osiągnięcie                                                | Razy | Sezon(y) |
| · Mistrzostwo                                                       | I miejsce                                                  | 0    |          |
| · Mistrzostwo                                                       | II miejsce                                                 | 0    |          |
| · Mistrzostwo                                                       | III miejsce                                                | 0    |          |
| Puchar                                                              | zdobywca                                                   | 0    |          |
| Puchar                                                              | finalista                                                  | 0    |          |
| Puchar                                                              | 1/128 finału                                               | 1    | 2023/24  |
| II liga                                                             | I miejsce                                                  | 0    |          |
| II liga                                                             | II miejsce                                                 | 0    |          |
| II liga                                                             | III miejsce                                                | 0    |          |
| Ukraina                                                             | Zdobyte trofea w rozgrywkach Ukrainy (stan na: 31-05-2023) |      |          |

- Amatorska liga (D4):
  - 3.miejsce (1x): 2022/23 (gr.2)
- Amatorski Puchar Ukrainy (D4):
  - półfinalista (1x): 2022/23
- Mistrzostwa obwodu kijowskiego:
  - wicemistrz: 2022/23

## Poszczególne sezony

### Rozgrywki międzynarodowe

#### Europejskie puchary
Nie uczestniczył w rozgrywkach europejskich.

### Rozgrywki krajowe
| \| Ukraina \| Bilans występów klubu w rozgrywkach piłkarskich Ukrainy (Stan na 31 maja 2023 r.) \| \| |                                                                                   |        |       |   |   |   |    |    |     |         |        |        |       |
| Poziom                                                                                                | Rozgrywki                                                                         | Sezony | Mecze | Z | R | P | B+ | B– | Pkt | Lata    | Awanse | Spadki | Naj.  |
| I | Premier-liha                                                                      | 0      |       |   |   |   |    |    |     |         | 0      | 0      |       |
| II | Persza liha                                                                       | 0      |       |   |   |   |    |    |     |         | 0      | 0      |       |
| III                                                                                                   | Druha liha                                                                        | 0      |       |   |   |   |    |    |     |         | 0      | 0      |       |
| IV | Amatorska liha                                                                    | 2      |       |   |   |   |    |    |     | od 2022 | 0      | 0      | 3     |
| | Puchar Ukrainy                                                                    | 1      |       |   |   |   |    |    |     | 2023/24 | 0      | 0      | 1/128 |
| Ukraina                                                                                               | Bilans występów klubu w rozgrywkach piłkarskich Ukrainy (Stan na 31 maja 2023 r.) |        |       |   |   |   |    |    |     |         |        |        |       |

## Piłkarze, trenerzy, prezydenci i właściciele klubu

### Trenerzy
...
- 01.07.2022–...:  Wołodymyr Bondarenko

### Prezydenci
- 2017–...:  Ihor Nakoneczny

## Struktura klubu

### Stadion
Klub piłkarski rozgrywa swoje mecze domowe na stadionie Arena Liwyj Bereh w Kijowie, który może pomieścić 4.700 widzów oraz stadionie Centralnym w Iwankowie o pojemności 1.000 miejsc siedzących.

## Kibice i rywalizacja z innymi klubami

### Derby
- Czajka Petropawliwśka Borszczahiwka
- Drużba Myriwka